# Passer gongonensis
El gorrión picogordo (Passer gongonensis) es una especie de ave paseriforme de la familia Passeridae propia de las zonas áridas del este de África. Con 18 cm de largo y 42 g de peso, es el gorrión más largo de la familia.